# Renault Egeus
El Renault Egeus es un prototipo de automóvil SUV fabricado por la compañía francesa Renault y presentado en el salón de Frankfurt de 2004 hasta 2005. El Renault Koleos está basado en este prototipo

## Características
Tiene un motor diesel V6 3.0 l de 250 HP. Posee una caja de cambios automática de 7 velocidades. Mide 4,70 metros de largo , 1,92 metros de ancho y 1,66 metros de alto. Su distancia entre ejes es de 2900 mm, lo que le permite un gran espacio para el habitáculo de cuatro plazas con asientos individuales que giran para facilitar el acceso.
Su peso es de 1950 kilogramos.
También tiene un techo panorámico de cristal. Otras características especiales incluyen puertas que se abren automáticamente desde su posición de reposo. El interior está construido por cuero y metal. Tiene un velocímetro analógico y digital. Cuando el conductor supera el límite de velocidad se enciende una luz para avisarle.

## Galería

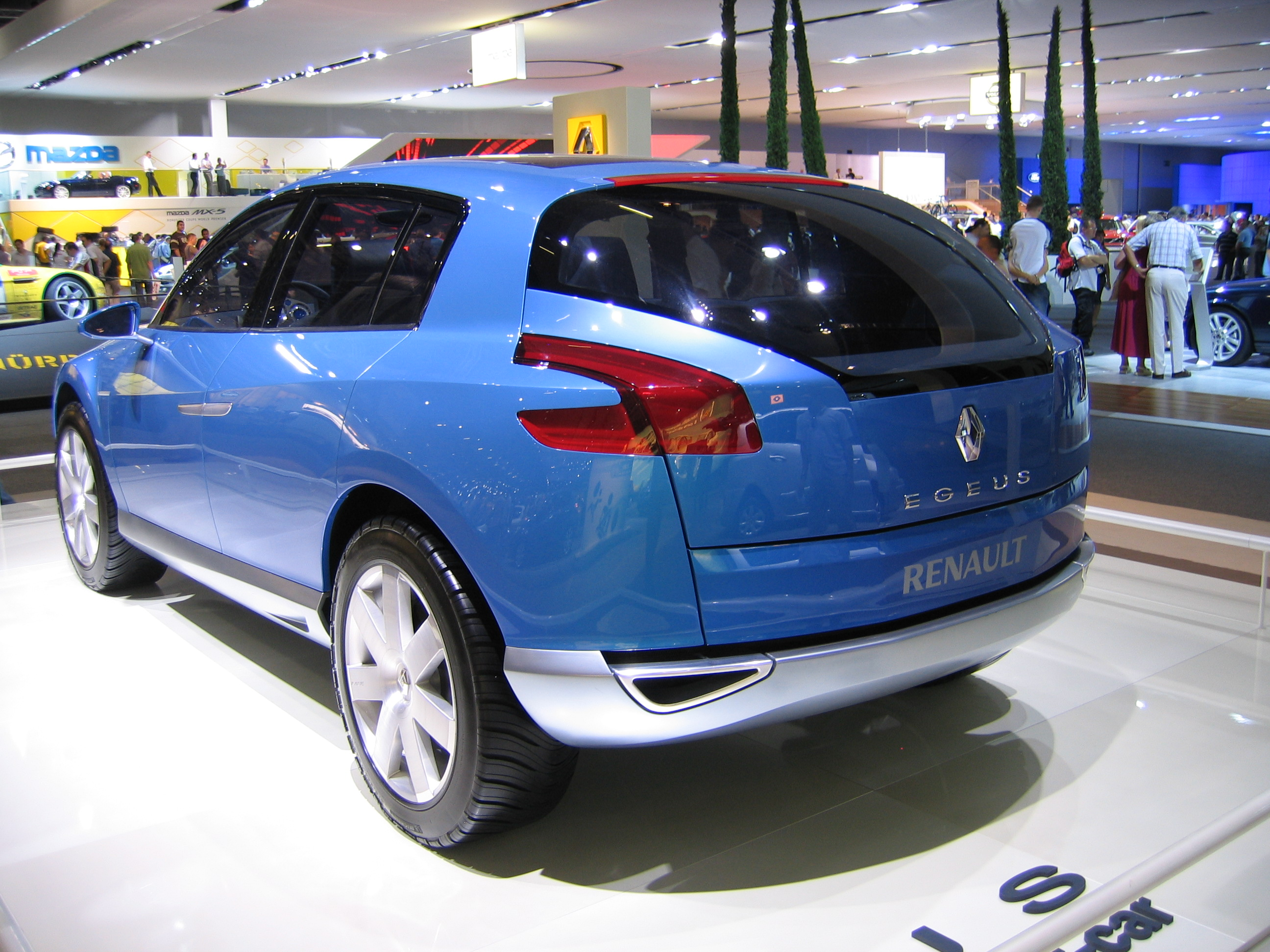
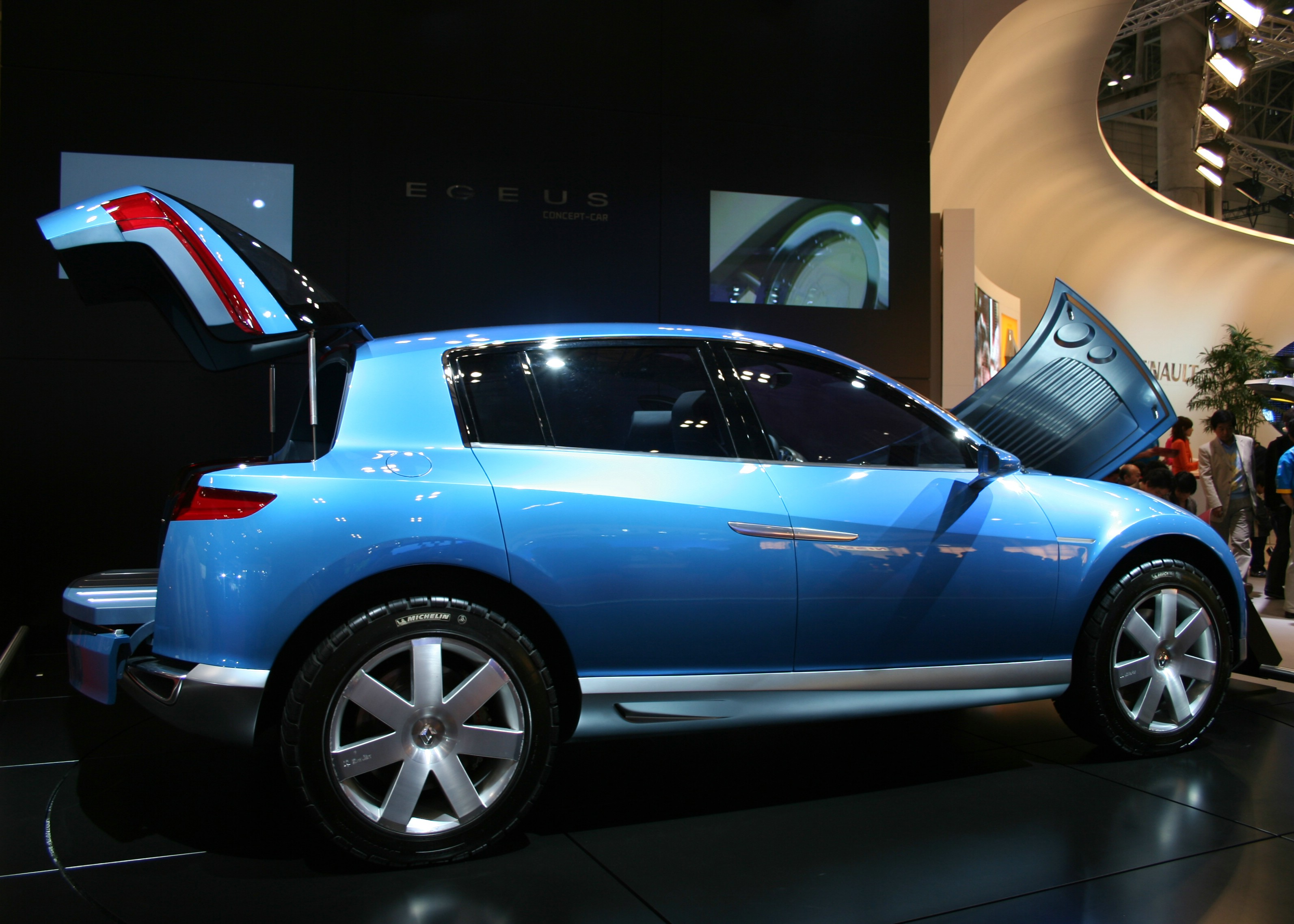
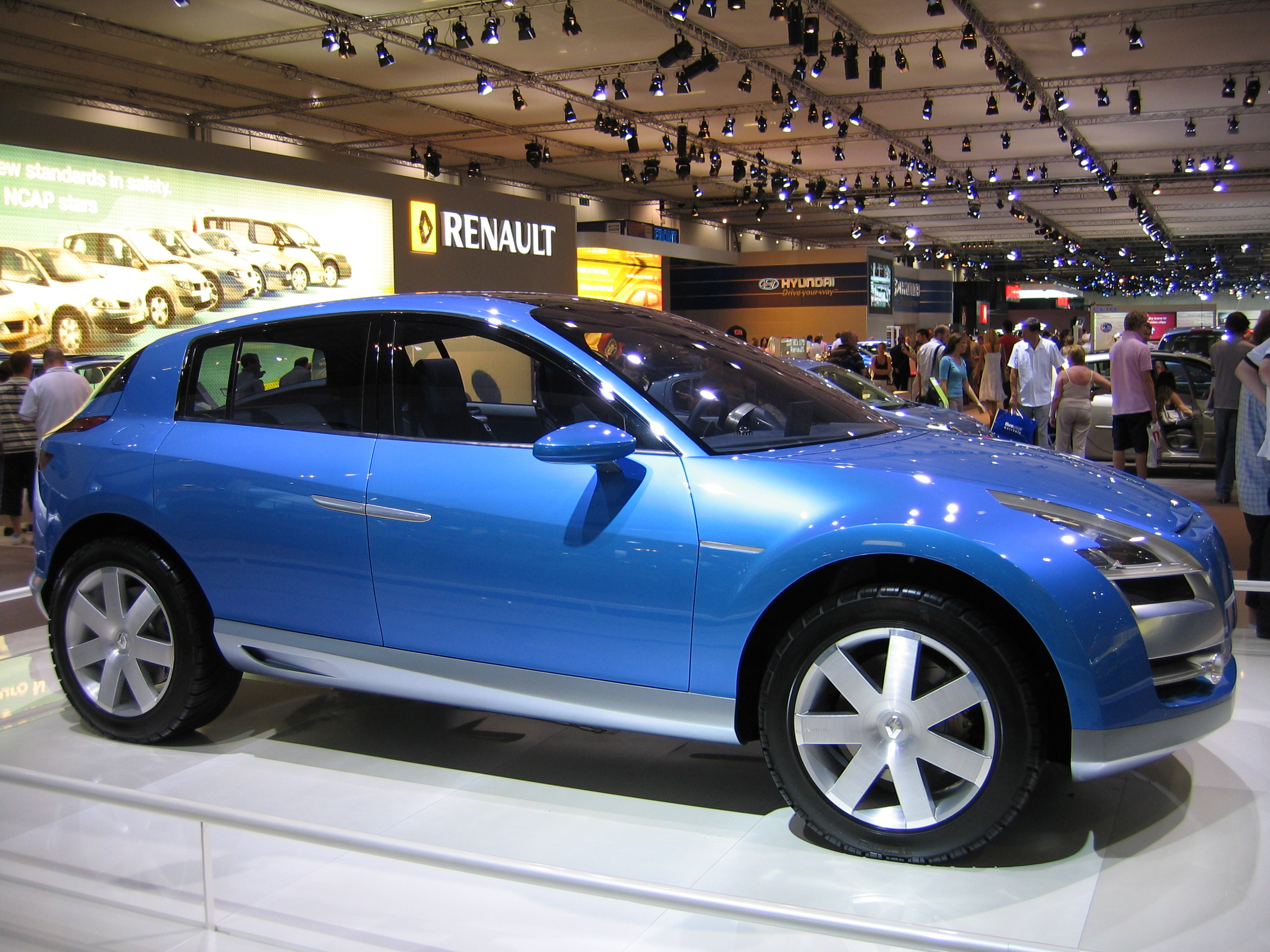